# 1917 na Alemanha
Esta é uma cronologia dos fatos acontecimentos de ano 1917 na Alemanha.

## Eventos
- 3 de fevereiro: Os Estados Unidos rompem relações diplomáticas com o Império Alemão.[1]
- 14 de março: A China rompe relações diplomáticas com a Áustria e o Império Alemão.[2]
- 6 de abril: Os Estados Unidos declaram guerra ao Império Alemão.[3][4][5]
- 16 de abril: O horário de verão no Império Alemão inicia às 2 horas no horário local.[6]
- 14 de agosto: A China declara guerra ao Império Alemão.[2]
- 17 de setembro: O horário de verão no Império Alemão termina às 3 horas no horário local.[6]
- 26 de outubro: O Brasil declara guerra ao Império Alemão.[7][8][9]
- 25 de novembro: Forças alemãs invadem Moçambique.[9]
- 15 de dezembro: O Império Alemão e a Rússia assinam um armísticio.[10]